# St.-Thomas-Kirche (Damshagen)

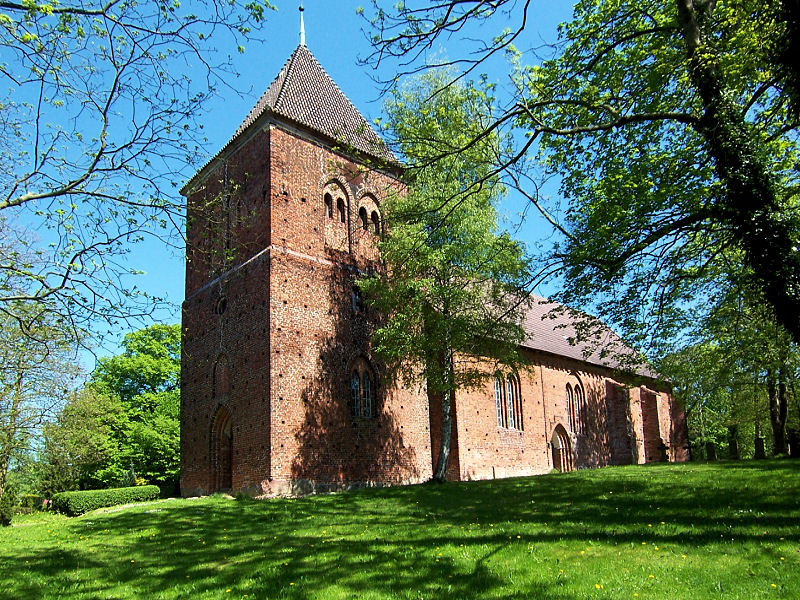
Dorfkirche St. Thomas in Damshagen (Südseite), 2008

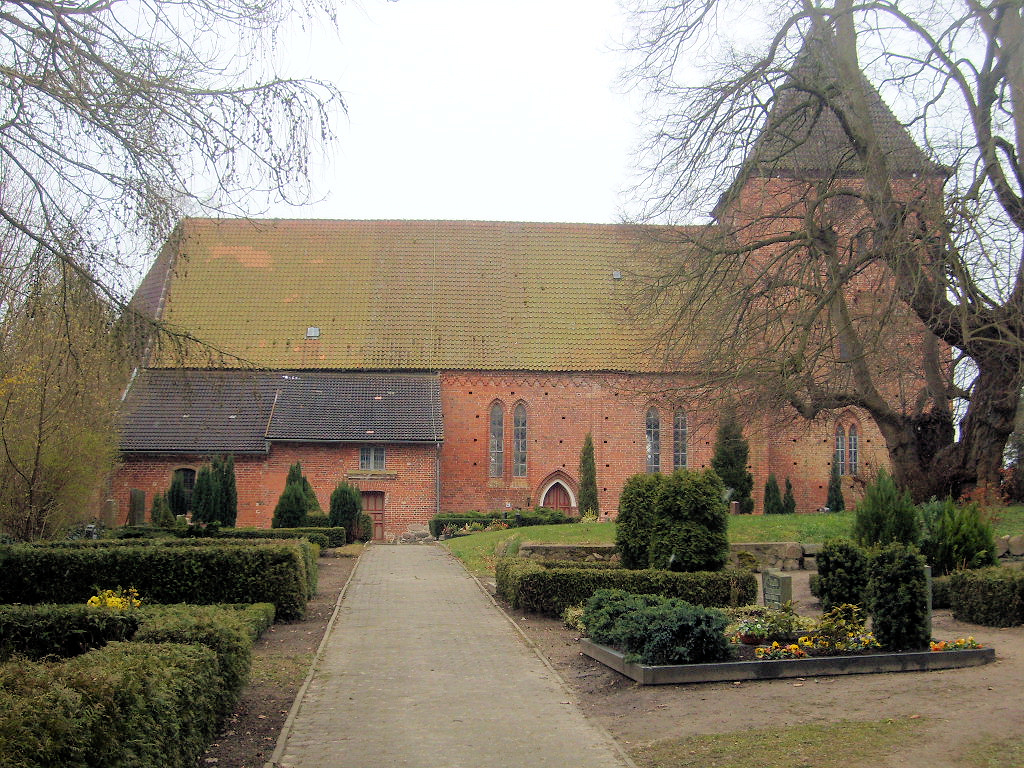
Nordseite mit den Kapellen, 2008

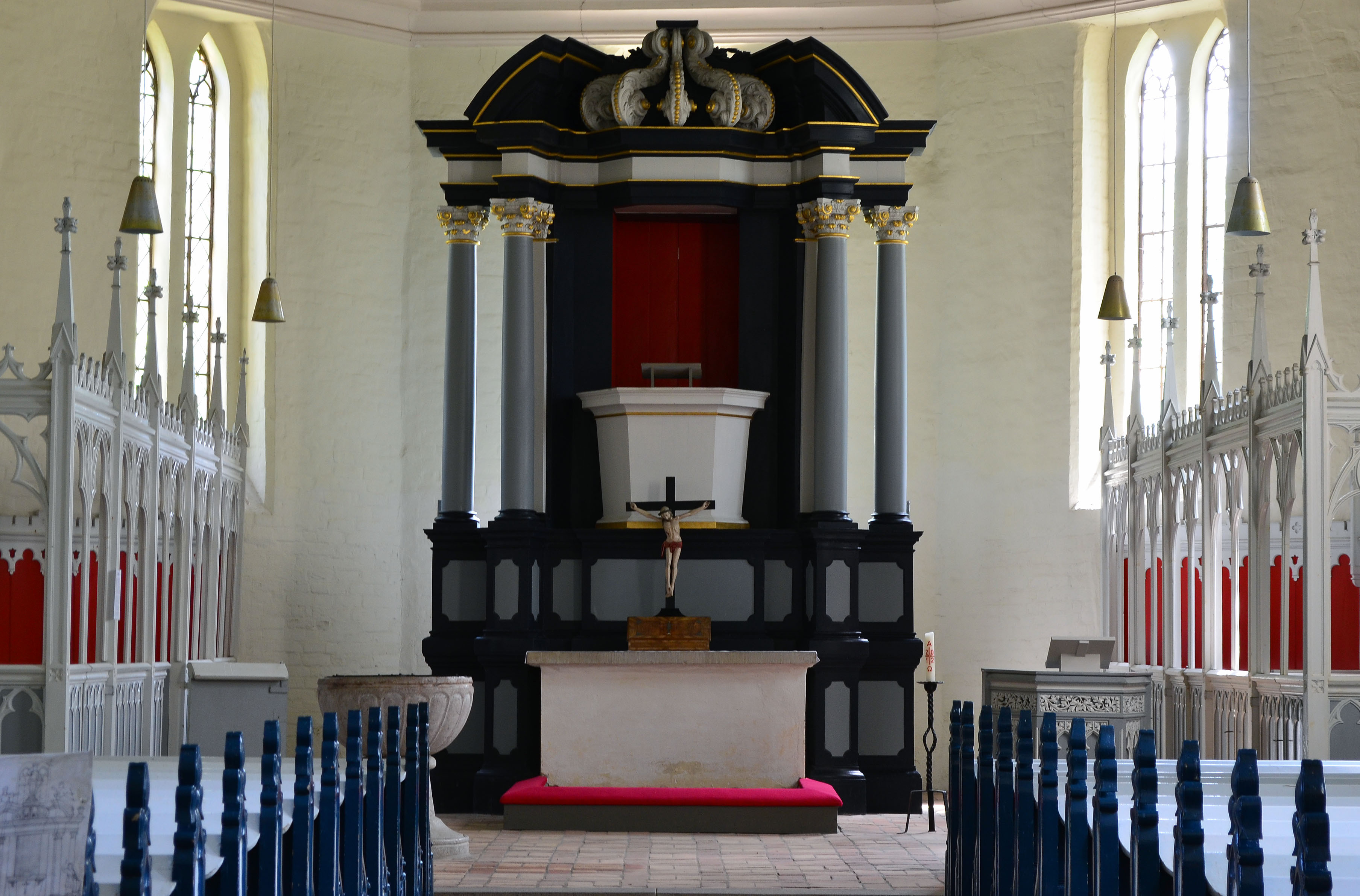
Blick durch das Schiff auf den Altar, 2012

Die St.-Thomas-Kirche in Damshagen ist eine backsteingotische Dorfkirche im Klützer Winkel im Landkreis Nordwestmecklenburg.

## Geschichte
Das Dorf Damshagen liegt vier Kilometer südlich von der Kleinstadt Klütz mit dem Schloss Bothmer.
Damshagen wurde bereits 1230 im Ratzeburger Zehntregister als Thomashagen erwähnt und ist eine der vier alten Parochien des Klützer Waldes. Dazu gehörten neben Damshagen noch Klütz, Elmenhorst und Kalkhorst.
Die erste Kirche wird wahrscheinlich ein Holzbau gewesen sein, doch keine hundert Jahre später wurde sie in drei Bauabschnitten durch eine Steinkirche ersetzt. Als erster Pleban wurde Godefridus de Thomshagen 1237 als Zeuge erwähnt, als Bischof Ludolfus von Ratzeburg am 26. Dezember 1237 das Benediktinerinnenkloster Rehna bestätigte.
Mit Besitz und Rechten befinden sich schon vor 1336 die Plessen in Damshagen, von denen Knappe Bernd einen Verkaufskontrakt im Dorfe vollzieht. Gegen Ende des 14. Jahrhunderts sind die von Plessen Besitzer des weitaus größten Teles vom Klützer Winkel, so neben Damshagen auch der Güter Klütz, Bahlen, Arpshagen, Grundeshagen, Grantenbeck, Brandenhof, Grossenhof, Hoikendorf, Tressow, Zierow, Barnekow, Parin und Hohen-Schönberg.
Auf die Bedeutung dieser Adelsfamilie in der Geschichte der Reformation des Klützer Winkels wurde mehrfach bei den Patronatskirchen hingewiesen. Um 1550 verließ ein Dorfpfarrer wegen Vorenthaltung von Einkünften und Wegnahme von Ackerland durch den Patron Damshagen. 1611 erhängte sich der Pastor Thomas Löwe, seine Witwe machte dafür Johann von Plessen verantwortlich. Jahrelang habe der Pastor in Angst vor der Familie von Plessen gelebt.
Zur Pfarre Damshagen gehörten 1583 neben Damshagen die Orte Stellshagen, Reppenhagen, Welzin, Moor, Pohnstorf, Gutow, Rolofshagen, Parin, Kussow, Kühlenstein und Goldbeck. Als 1612 Pastor Johann Gade nach Damshagen kam, fand er eine sehr herunter gekommene Pfarre vor. Das alte Wohnhaus und die Scheune waren ganz verfallen, der Acker war unbeweidet und der Boden nur gepflügt.
Während des Dreißigjährigen Krieges wurde 1627 die Kirche durch kaiserliche Soldaten arg verwüstet. 1636 brannte das Pfarrhaus samt Viehställen ab. Der Pastor Gade wohnte in dem zum neuen Wohnhaus hergerichteten ehemaligen Backhaus. Wegen der Kriegsunruhen ging er nach Lübeck und starb dort 1639 im Exil. Sein Nachfolger Pastor Johann Lademann wurde am 23. Juli 1647 durch Herzog Adolf Friedrich zu Mecklenburg aus seinem Amt verwiesen. Im fürstlichen Dekret ist zu lesen: ...was der Pastor zu Damshagen Johannes Lademan für ein ärgerliches Leben führe, indem er nicht allein in seinem Hause mit seinem Weibe in Feindschaft lebe, sondern auch alle Tage vom Saufen voll und toll sei, mit allerhand Gesindlein … Nachdem 1689 das Backhaus abgebrannt war, erfolgte erst 1697 ein Neubau mit Scheune für den Pastor. 1708 verkauften die von Plessen die Güter mit dem Kirchenpatronat von Damshagen an den Oberstallmeister Hartwig von Bülow. Doch schon 1722 traten die aus Hannover gekommenen Grafen von Bothmer die Rechtsnachfolge der übrigen Güter derer von Plessen an.
Erst 1732 wurde das neue Pfarrhaus und 1755 ein neues Küsterhaus auf dem Damshagener Pfarrgelände erbaut. Neben der Verbesserung der Wohnverhältnisse für den Küster gab es für die Schulkinder einen eigenen Klassenraum. Zu dieser Zeit ging dann auch das Patronat von Damshagen an den Besitzer des Gräflich Bothmer'schen Fideikommisses über.

## Baugeschichte
Der Backsteinbau soll in der zweiten Hälfte des 13. Jahrhunderts in drei Abschnitten erbaut worden sein. Zuerst wurde der Turm errichtet, in dem auch der Gottesdienst abgehalten wurde. Schon Jahre später wurde der anschließende Teil, das Langhaus gebaut. An der Südwand außen ist noch deutlich zu erkennen, wie groß der erste Teil des Kirchenschiffes war. Der große Altarraum zeigt, dass der zweite Teil noch vor der Reformation gebaut sein muss. Während des Dreißigjährigen Krieges hatte man auch die Kirche in Damshagen und die Plessen'sche Begräbnisstätte stark verwüstet, besonders 1627 durch Kaiserliche Truppen. Umfangreiche Erneuerungen in der Kirche erfolgten von 1720 bis 1724 unter dem Patronat des Oberstallmeisters Hartwig von Bülow auf Rolofshagen.
1844 wurden einige Reparaturen und kleine Veränderungen im Innern der Kirche ausgeführt. Sogar eine Orgel wurde angeschafft. Das Geld beschaffte Pastor Friedrich Emil Groth durch Sammlungen in der Gemeinde. Auch Graf Kuno zu Rantzau-Breitenburg, der zu dieser Zeit auf Schloss Bothmer wohnte und das Patronat verwaltete, und der Geheime Kammerrat von Plessen zu Schwerin als Besitzer von Damshagen gaben Geldspenden. Die Kirche befand sich in diesen Jahren in einem schlechten Zustand. 1856 schilderte Pastor Mehlhardt sogar dem Großherzog Friedrich Franz II. in Schwerin die Beschaffenheit der Kirche: Die Kirche zu Damshagen ist in einem traurigen Zustand. Die innere Kirche ist im höchsten Grade verfallen, verwüstet, unordentlich und unschön. Der Fußboden ist halb versunken, an einigen Stellen aufgebrochen und mit Trümmern bedeckt. Viele Kirchenstühle sind morsch, ja sogar zersplittert und gebrochen. Altar, Kanzel, Ornamente haben ein unsauberes, verwittertes, häßliches Ansehen. Es muß ins Herz schneiden., daß dies ein Gotteshaus und eine heilige Stätte der Anbetung ist.
Danach wurde die Kirche völlig ausgebaut und es erfolgte eine durchgreifende Renovierung. Man erneuerte den Fußboden, die Kirchenstühle, den Beichtstuhl, die Kanzel und den Altar. Der Gottesdienst wurde im Schulhaus abgehalten. Das Kirchenpatronat hatte zu dieser Zeit Felix Graf von Bothmer aus Bothmer. Für die baufachlichen Belange war der Landbaumeister Severin aus Grevesmühlen zuständig.
Zu Beginn des Ersten Weltkrieges begann man mit dem Umbau und einem Anbau des Pfarrhauses in Damshagen. Durch Verzögerungen musste die Pastorenfamilie Hildebrandt im Gutshaus zu Stellshagen wohnen. In den Nachkriegsjahren blieb auch das Pfarrhaus von Plünderungen und Diebstählen nicht verschont.
Während der Amtszeit von Pastor Helmuth Spieß wurde 1964 die Kirche innen restauriert.

### Äußeres
Die gesamten äußeren Wände des Langhauses von 32 Metern Länge und 10,50 Metern Breite wurden im Wendischen Verband gemauert. Der einschiffige Kirchenbau mit dem außen abgestrebten Chor mit 5/8-Schluss wurde innen wie außen mehrfach überformt. Außen wurden die gotischen Fenster modernisiert. Der ursprüngliche Zickzack-Fries am Langhaus ist in Teilen erhalten. An der Nordseite des Kirchenschiffes wurden Kapellen angebaut. Eine dient als Grabkapelle, die andere, ursprünglich der Aufgang zum Patronatsgestühl, wird heute als Leichenhalle genutzt.
Als Symbol für Gerechtigkeit und Macht wurde – so erzählt man sich – einem Dieb die Hände abgeschlagen und in die Kirchenwand eingemauert. Allerdings konnte dies nie eindeutig nachgewiesen werden, es soll aber in der Kirchenchronik festgehalten worden sein.
Der Kirchenraum ist ein Saalbau im Stil des 18. Jahrhunderts. Anstelle der früheren Gewölbe findet sich ein durchgehender Plafond, der früher mit den Wappen der Patronatsfamilien Hartwig von Bülow geschmückt war (das Wappen der ersten Gemahlin Hedwig von Bülow a. d. H. Gutow und eines seiner zweiten Gemahlin Christine, geborene Reventlow). Auch sonst ist eine Unterteilung zwischen Langhaus und Chor nur am Bodenniveau zu erkennen; der Chorraum liegt zwei Stufen höher als das Schiff.
Der wohl Ende des 14. Jahrhunderts westlich vorgebaute, etwas eingezogene quadratische Turm trägt als vierseitigen Helm ein Zeltdach. Die hölzerne Turmspitze wurde wegen Fäulnis 1771 erneuert. Über dem Westportal befindet sich ein Radfenster. Die schon 1653 vom Major Johann Berend von Plessen der Kirche geschenkte Turmuhr stand bis zum Turmbau auf seinem Hof. 1851 wurde die Kirchturmspitze vom Blitz getroffen, der Brand konnte durch das mutigen Handeln des Schmiedejungen Pinnow gelöscht werden. Die Erneuerung des Kirchturms erfolgte erst 1857. Dabei fand man in der Kugel eine Urkunde von 1777.
Das Turm- und Kirchendach konnte 2015 neu mit Biberschwanzdachziegeln eingedeckt.
Zur Erhaltung der Befriedigung um den Damshagener Kirchhof hatte man nach 1750 bestimmte Vorschriften erlassen. So hatte jede Dorfschaft ein bestimmtes Teilstück der Friedhofsumzäunung in Ordnung zu halten.
1848 war die Kirchhofsmauer teilweise verfallen und die Zäune zerbrochen.

## Ausstattung

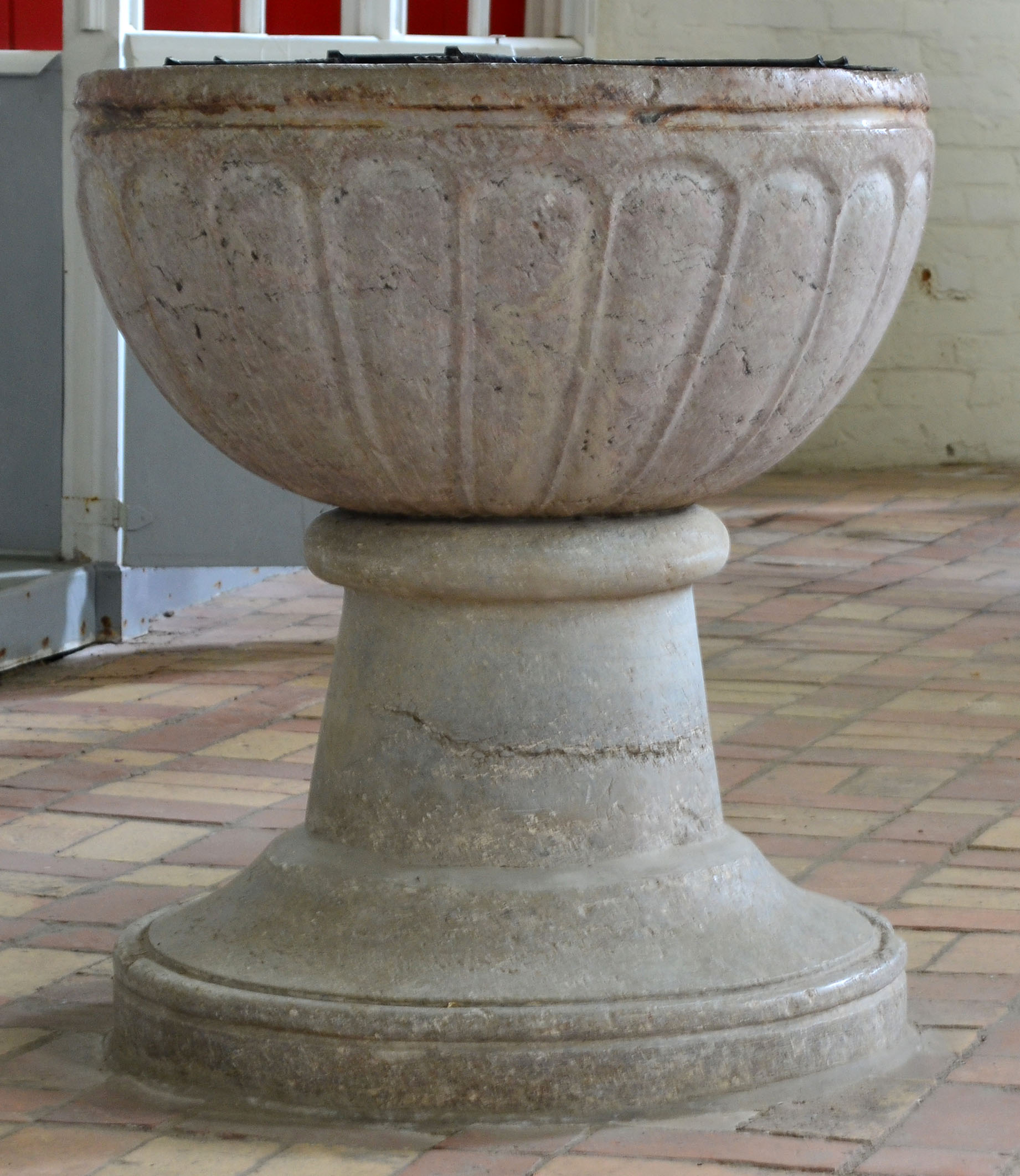
Restaurierte Fünte, 2012

Ältestes Ausstattungsstück ist eine steinerne Fünte aus Gotland-Kalkstein aus dem frühen 13. Jahrhundert, Der Taufstein, der in der Leichenhalle abgestellt war, wurde nach der Überholung durch den Steinmetzmeister Bruhn aus Grevesmühlen 1959 wieder in der Kirche aufgestellt. Auf dem Taufstein liegt ein schmiedeeisernes Gitter, das der Schmiedemeister Reppenhagen aus Klütz angefertigt hat.

### Inneres
Das Innere wurde von 1721 bis 1724 unter dem Patronat des Oberstallmeisters Hartwig von Bülow zu einem einheitlichen Saal mit einer eingebauten Flachtonnendecke, mit umlaufendem Sims und Voute umgestaltet. Eine weitere durchgreifende Renovierung fand 1856 statt. Dabei verlor das Innere den gotischen Charakter, denn es wurde eine neugotische Fassung umgesetzt. Von der Renovierung 1964 stammt die heutige gut durchdachte Farbfassung mit den Farben blau, weiß und rot. Die Wiederherstellungsarbeiten schlossen die Instandsetzung des barocken Kanzelaltars und die Wiederaufstellung der Kalksteinfünte ein.

#### Kanzel
Der barocke Kanzelaltar wurde 1724 von dem Lübecker Bildhauer Hieronymus Hassenberg geschaffen. Es fehlen noch vier der geschnitzten Figuren. Sie wurden wegen starken Holzwurm-Befalls abgenommen und bedürfen einer Restaurierung, für die der Kirchengemeinde momentan das Geld fehlt. Die Figur des auferstandenen Christus konnte mit Hilfe der Denkmalpflege bereits restauriert werden und steht seit 2017 wieder oben auf dem Altar. Das aus der gleichen Zeit stammende Patronatsgestühl ist nicht zugänglich, weil die Treppe dahinter fehlt.

#### Tauffünte
Die Kalksteinfünte ist trotz ihrer Schlichtheit von klassischer Ausgewogenheit. Aus der attischen Basis wächst der konische, sich nach oben verjüngende, mit einem Halsring abschließende Schaft empor, auf dem die halbkugelige Kuppa mit ihrem rundbogigen Blendarkaden aufsetzt. Die Entstehungszeit dürfte die Mitte des 13. Jahrhunderts sein.

#### Orgel

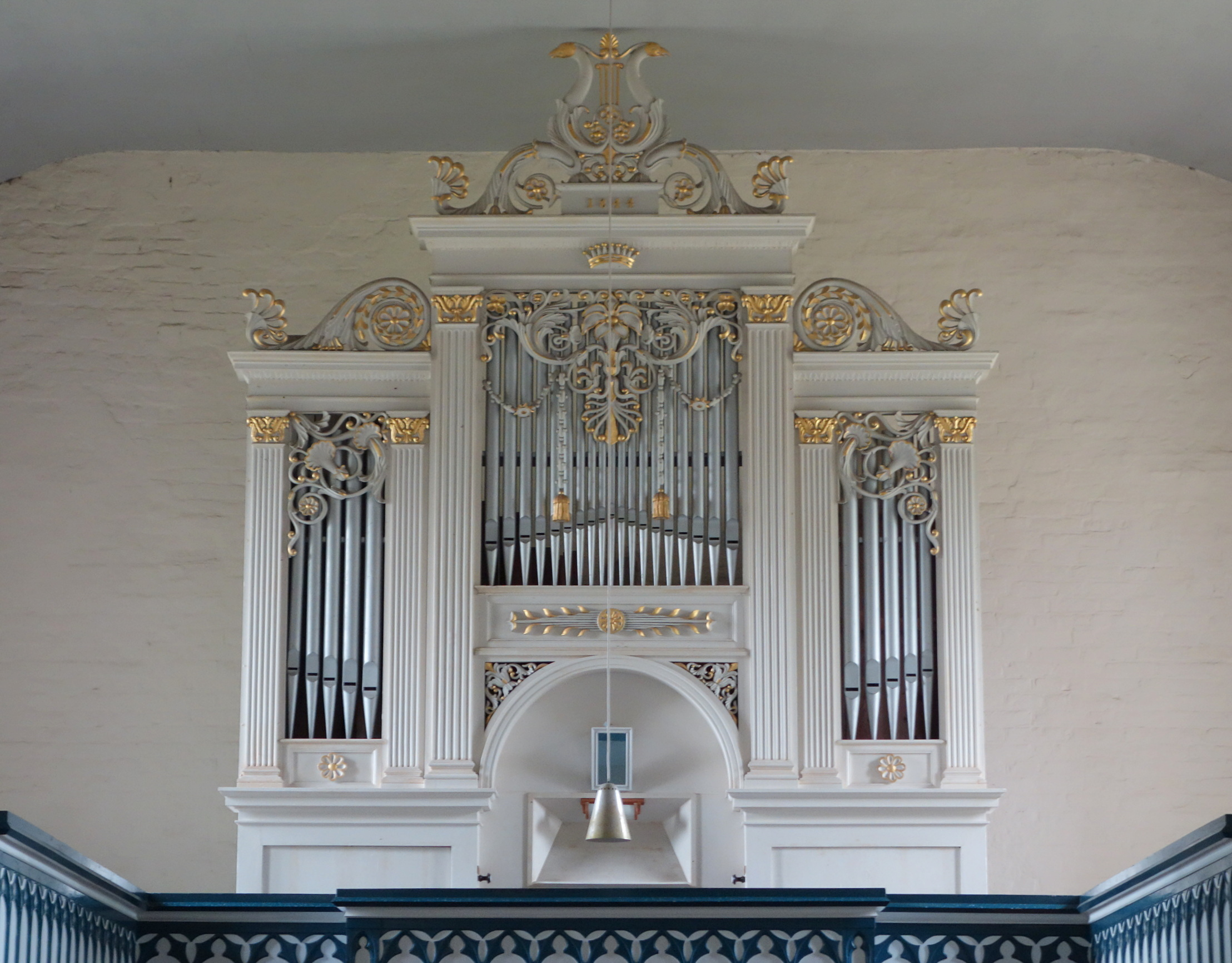
Die Winzer-Orgel, 2015

Bis 1844 gab es keine Orgel in der Kirche.
Die Orgel (sechs Register, ein Manual und Pedal) wurde 1844 vom Wismarer Orgelbauer Friedrich Wilhelm Winzer für 414 Reichstaler gebaut und am Pfingstsonntag eingeweiht. Davor gab es keine Orgel in der Kirche. Das aufwändige Prospekt Biedermeierform auf der Westempore wurde vom Baumeister Johann Heinrich Tischbein aus Warin entworfen. 1938 kamen durch den Schweriner Orgelbauer Marcus Runge der elektrische Windmotor und neue Prospektpfeifen hinzu. Durch den Orgelbauer Wolfgang Nußbücker aus Plau erfolgte 1974 ein Umbau und mit der Umdisponierung erklingt die Orgel in sechs Registern mit 324 Pfeifen. Bei der Renovierung 1975 wurde der kleine Strahlenkranz auf der Lyra verkleinert.

#### Glocke
Von den ursprünglich drei Glocken im Turm der Kirche hat sich nur die größte erhalten. Als Bet-, Sturm- und Feuerglocke trägt sie die Inschrift Anno domini 1469 und zeigt auf der einen Seite das Bild eines Bischofs mit Stab und Griffel. Auf der anderen Seite die Heilige Katharina mit einer Krone im Haupt, ein Rad und ein Schwert in der Hand. Nach einer Sage hat sie eine Krone auf dem Haupt, weil sie aus königlichem Geschlecht war. Mit dem Rad wird sie abgebildet, weil sie zum Tode durch das Rad verurteilt war, das aber durch ein Blitzstrahl zerbrach und mit dem Schwert, weil sie damit enthauptet wurde.
Bis zum 20. Juni 1917 verfügte die Kirche über drei Bronzeglocken. Die zweitgrößte von 1378 wurde 1815 umgegossen. Das Gewicht beim Umguss der Glocke wurde mit 2210 Pfund angegeben. Mit der kleineren Klingelglocke wurden beide im Juni 1917 abgenommen, um den Kriegsdienst anzutreten, wie im Schönberger Anzeiger vom 28. Juni 1917 zu lesen war. Die zweitgrößte Glocke von 1815 hatte nachfolgende Inschrift: Damshagen im Jahr MDCCCXV. Der Kirche Patron Christian Ludewig Graf von Bothmer auf Bothmer geboren den XXIX August MDCCLXXLIII Prediger Friedrich Emil Groth Jurator N. J. Boessow J. H. L. Luckmann J. W. Gerbbin. Aus der anderen Seite: Die Glocke vom Jahre MCCCLXXVIII umgegossen von J. G. W. Landrein Lübeck ich rufe die Lebwendigen zur Busze und die Toten zur Ruhe. Die kleinste Glocke Klingelglocke war ohne Inschrift.

#### Sandsteinsarkophage
Die Sakristei ließen die Stifter von Bothmer 1729 zu einer Familiengruft umbauen.
In den barocken Sandsteinsärgen in der Grabkapelle ruht ein früherer Patronatsherr der Kirche, der Oberstallmeister und Gutsherr Hartwig von Bülow und seine Ehefrau Christina, eine geborene von Reventlow. Beide Sarkophage aus Sandstein, aber nach Marmor aussehend, werden von vier steinernen Löwen getragen. Reiche Verzierungen sowie in Stein gemeißelte Bibelworte auf den Deckeln schmücken die Särge. Ferner befinden sich die großen Grabsteine des Berend von Plesse († 4. Februar 1555) und seines Sohnes Kord († 14. April 1601) in dieser Kirche.
Vor dieser Kapelle steht ein reich verzierter barocker Prospekt, versehen mit den Wappen der Familien von Bothmer und von Rantzau. Neben dem Südeingang befindet sich noch ein Fenster mit den Wappen der ansässig gewesenen Adelsgeschlechter, auch das für Kord von Plessen.

#### Die Sarkophage

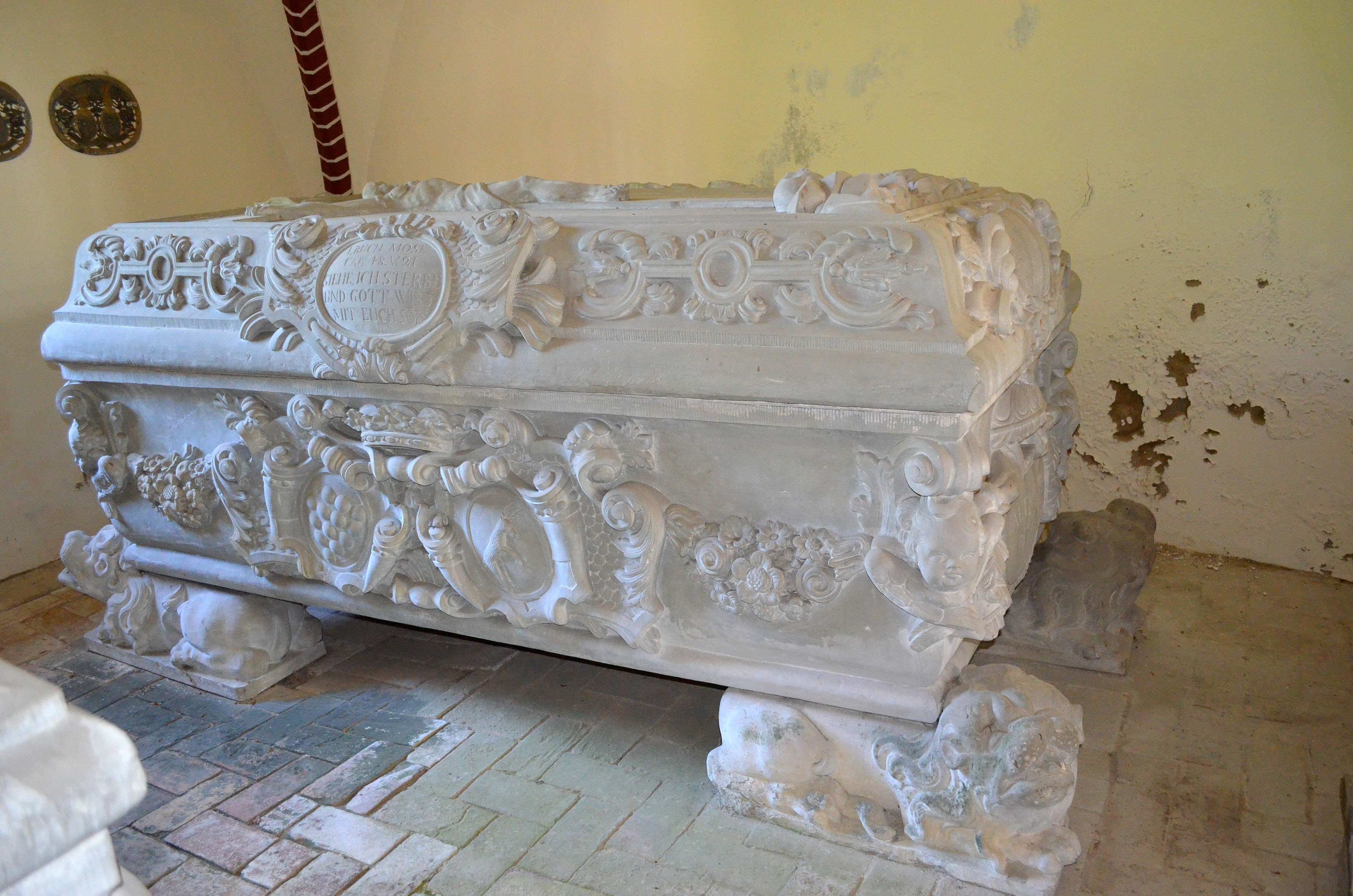
Sandsteinsarkophag für Hartwig von Bülow
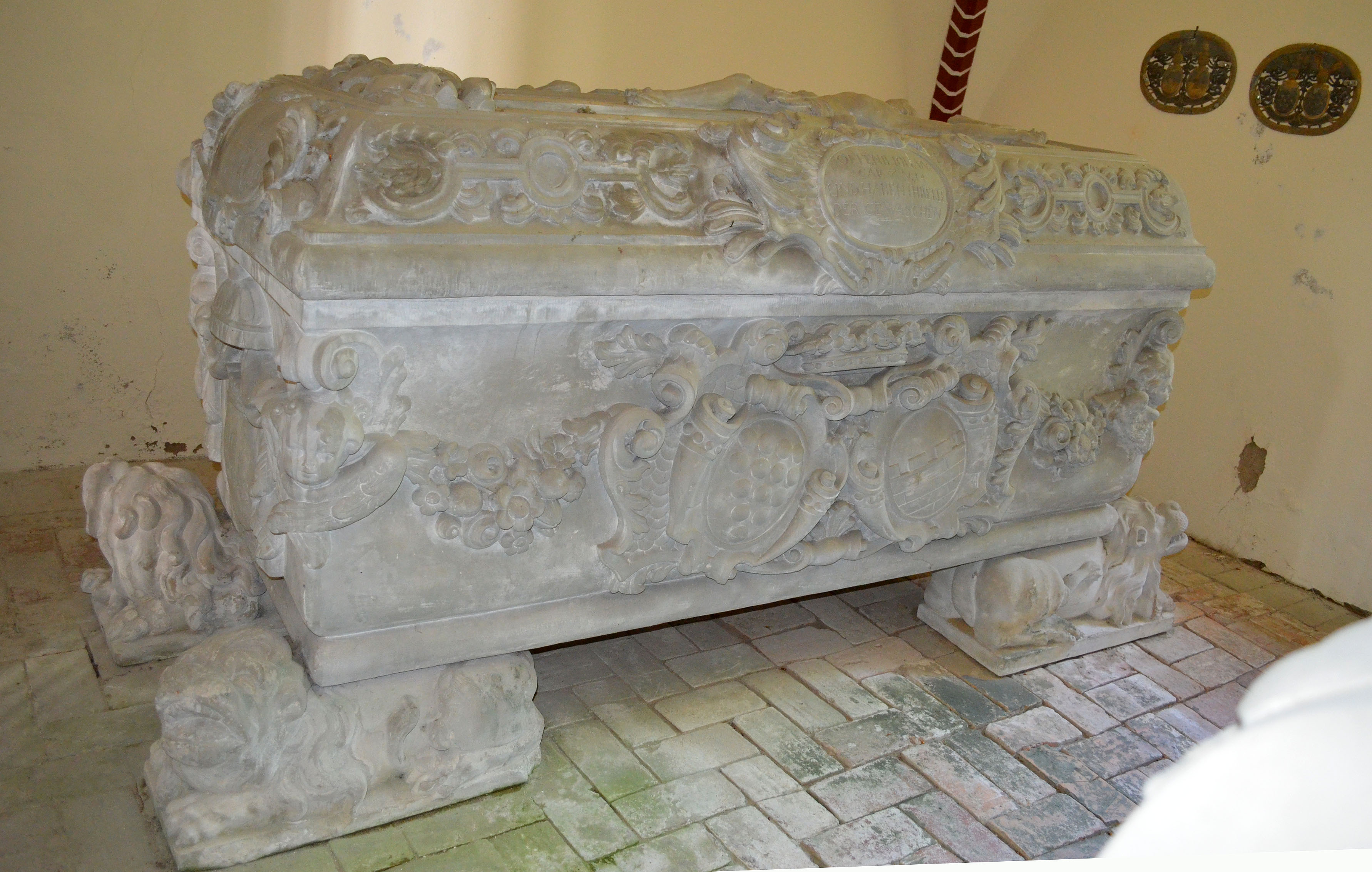
Sandsteinsarkophag für Christina von Bülow
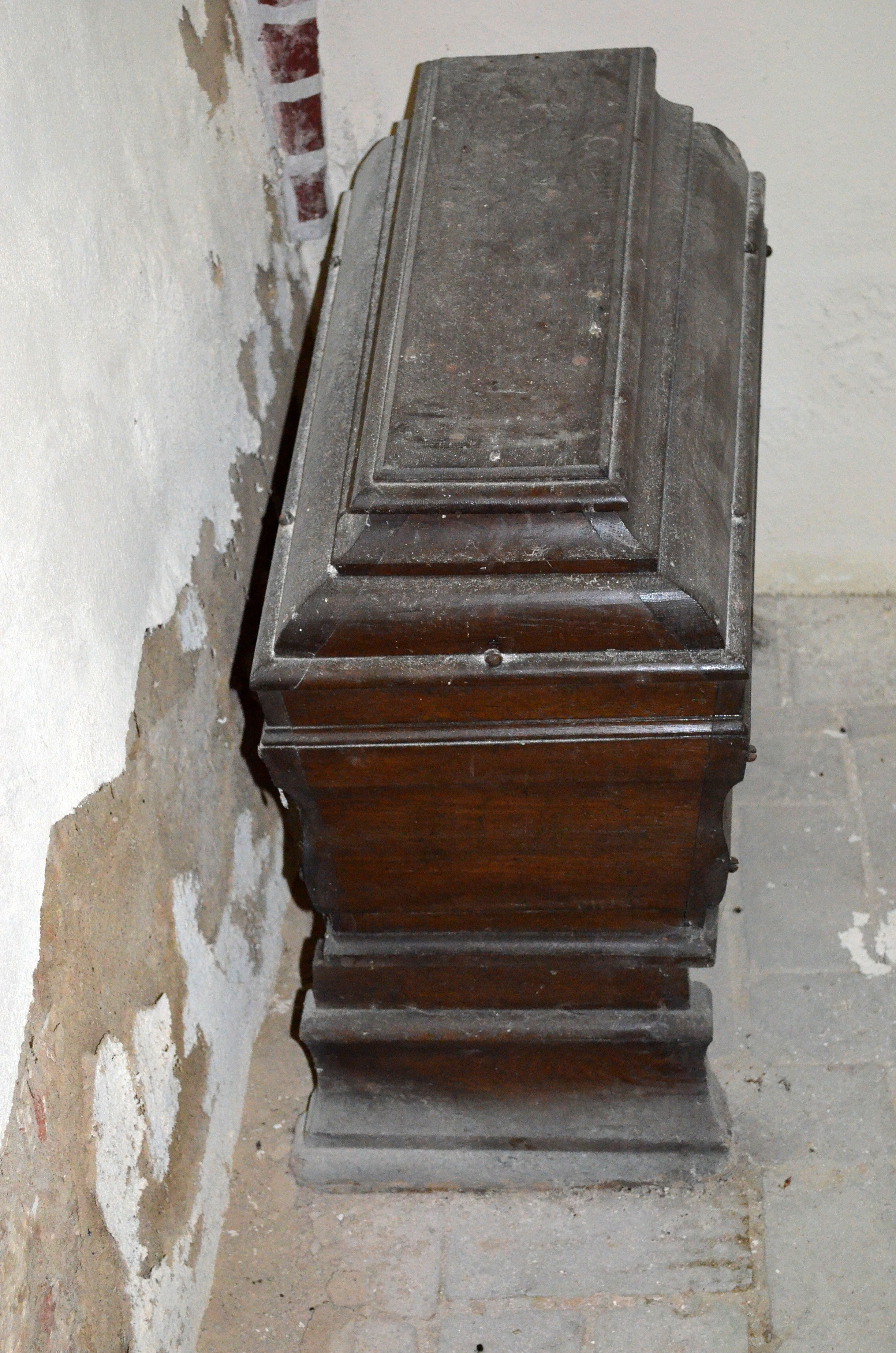
Holzsarg für den 11 Monate alten Hans von Bülow
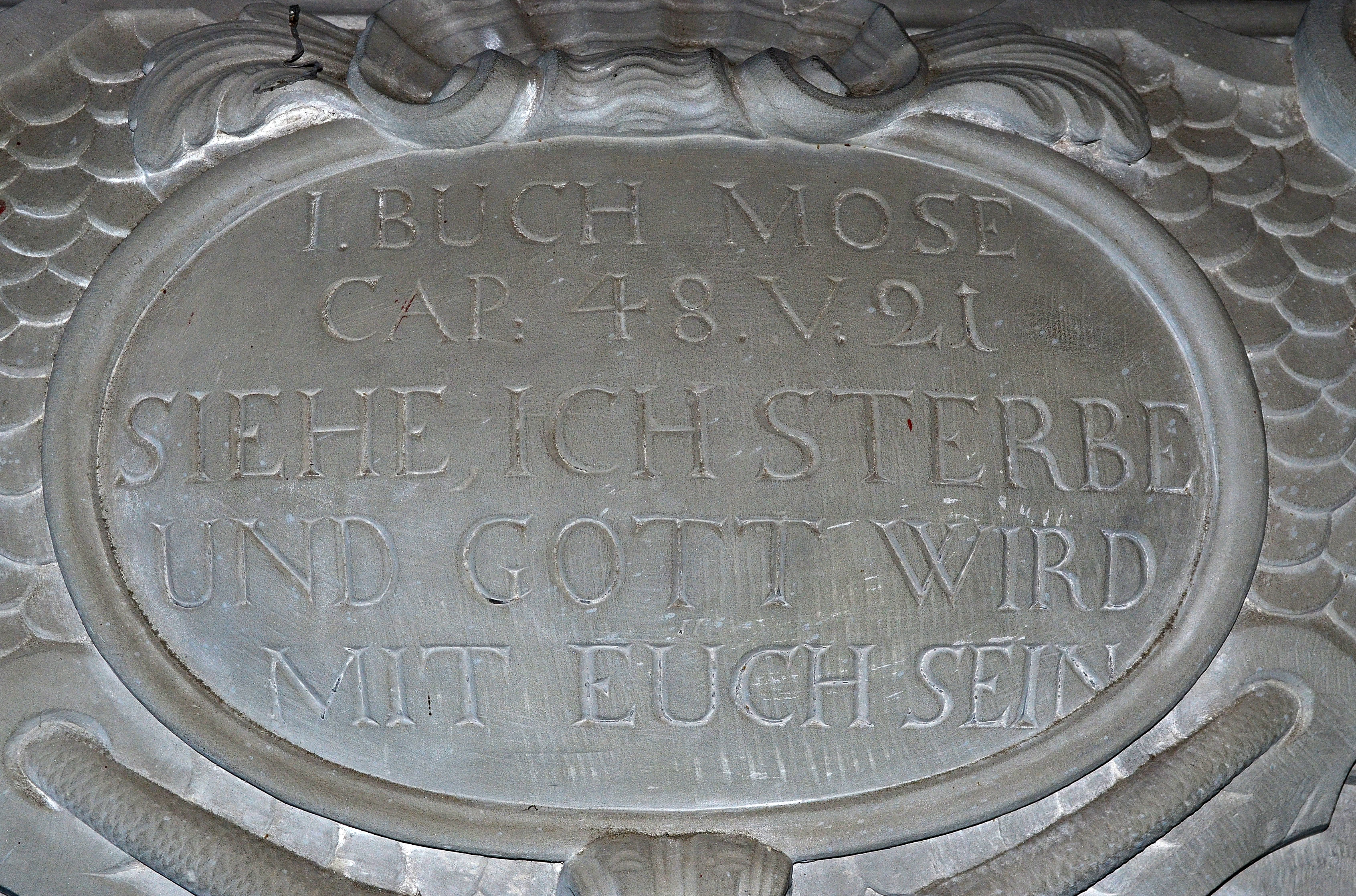
Detail
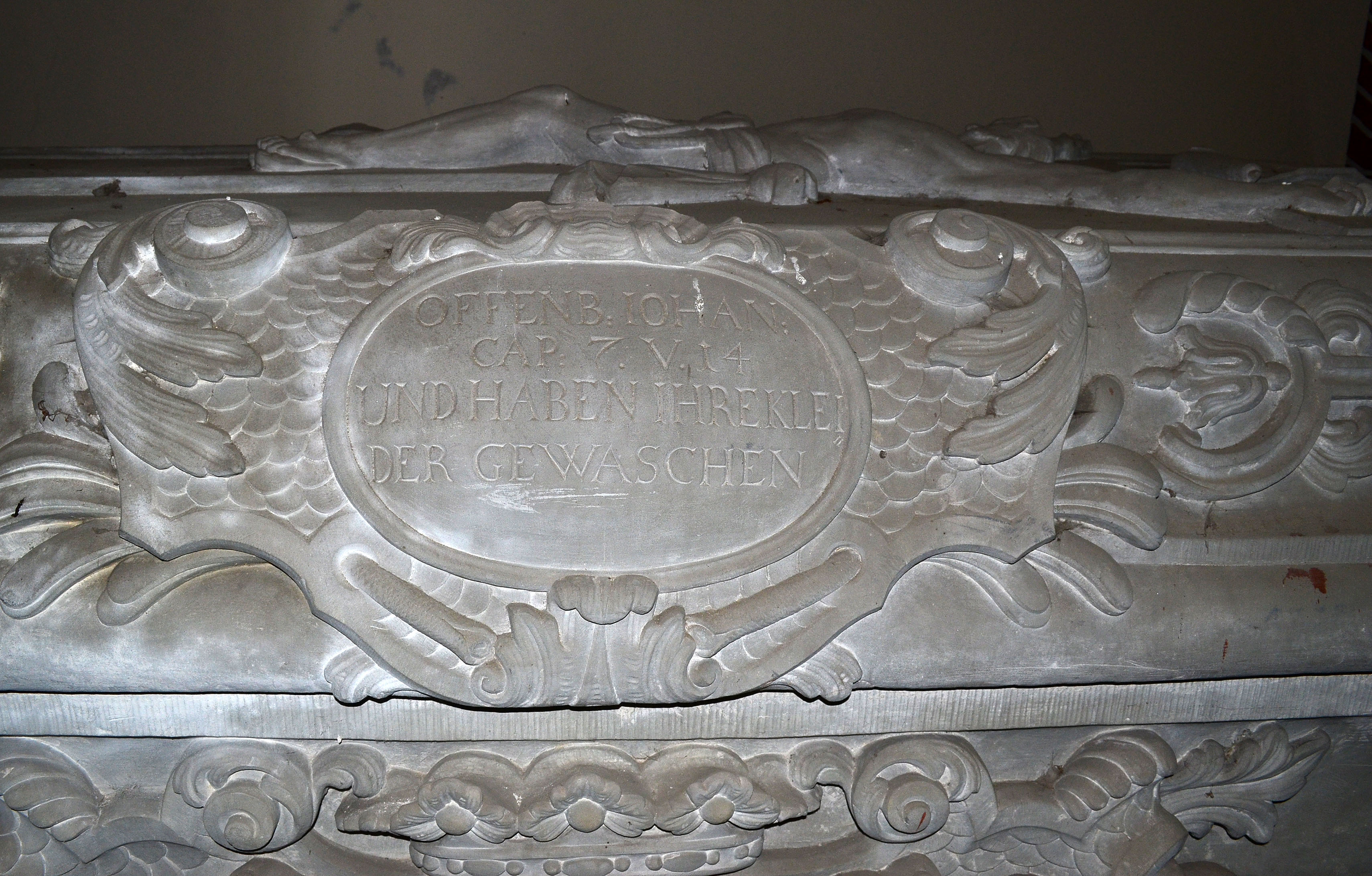
Detail

## Patronat
Die Geschichte des Patronats in Damshagen spiegelt in besonderer Weise die Herrschaftsverhältnisse im Klützer Winkel wider, dessen Güter wegen der hohen Bonität der landwirtschaftlichen Böden seit jeher begehrt waren. Im Zuge der deutschen Besiedlung finden sich unter den Besitzern von Damshagen ritterschaftliche Familien wie die von Parkentin, Storm und Kulebuss. Erstmals 1336 werden die von Plessen urkundlich in Damshagen belegt. Diese Familie wird Ende des 14. Jahrhunderts Alleineigentümerin des Dorfes Damshagen.
Die von Plessen erlangten bis zum Beginn des 16. Jahrhunderts die Verfügungsgewalt über den überwiegenden Teil der im Klützer Winkel gelegenen Gutsdörfer.
Die von Plessen versuchten nach der obrigkeitlichen Einführung der Reformation 1549 und der damit verbundenen Ablösung der Kirchenlehnrechte der Bischöfe des Bistums Ratzeburg in der noch unübersichtlichen Gemengelage von Adels- und Herzogspatronaten das Kirchenpatronat in Damshagen an sich zu nehmen.
Besonders Kord von Plessen hatte große Lust, Kirchenpatron zu sein. Er nannte das Dorf Damshagen sein Eigen, einen Ort, der so lange wie kaum ein anderer in Mecklenburg bis 1945 im Besitz nur einer Adelsfamilie war. Als in Parin ein Geistlicher gegen den Willen der von Plessen eingesetzt wurde, kam es sogar zu Handgreiflichkeiten mit den Worten: In Damshagen heww ick dat Wurt.
1569 waren die Visitatoren ganz anderer Meinung. Da das Patronatsrecht dem Bischof zu Schönberg gehört habe und die mecklenburgischen Herzöge ihre Rechtsnachfolger seien, könne man den Plessen das Patronat nicht zu gestehen. Obwohl Kord von Plessen, selbstbewusst und streitbar, seit langem mit dem Kirchenlehn schaltete und waltete, wie er wollte, ließen sich die Herzöge die Macht über die Kirche in Damshagen nicht aus der Hand nehmen.
Die das Amt Grevesmühlen verwaltende Herzogin Elisabeth von Mecklenburg war entschlossen, die Machtansprüche der Plessen zurückzuweisen. 1759 ermahnte sie Kord von Plessen, dass sein Pastor in Damshagen die Pfarre zu räumen habe. Sie hatte die Ratzeburger Rechtsnachfolge, doch Kord von Plessen die Gewohnheit und den Ortsvorteil für sich. Kord setzte sich als pflichtbewusster Patron überall in Szene, neben vielen Winkelzügen war er nur schwer zu kontrollieren. So setzte er Pastoren ein, ließ den Gottesdienst so früh anfangen, dass der Amtmann aus Grevesmühlen zu spät kommen musste. Von der Einsetzung anderer Pastoren erfuhr der Amtmann gar nichts, denn es wurde alles heimlich mit dem Superintendenten zu Wismar abgemacht. Auf dem Tor zur Kirche stand: Cort vonn Plessen Patrone de dit hefft buwen lathenn.
Die langwierigen Auseinandersetzungen dauerten fast 25 Jahre. Am 27. April 1585 schlossen sie in Rostock einen Vergleich. Kord versprach der Herzogin Elisabeth und ihren Beamten, dass die Nominierung, Wahl sowie Ein- und Absetzung der Pastoren von ihm nicht mehr behindert werden. Doch Kord kam nur schwer über den Verlust des Befehlsrecht in der Kirche hinweg. Immer wieder behinderten er und seine verwegenen Plessen-Vettern das Kirchenregiment der Herzöge. Bei Kontrollen waren die Küster nicht anwesend oder die Kirchenschlüssel verschwunden.
So nahmen sich die Plessen in ihrer Kirche in Damshagen einiges heraus und schreckten auch vor der Störung des Gottesdienstes nicht zurück. 1612, Kord von Plessen war schon über zehn Jahre tot, jagten die Plessen den während des Gottesdienstes aus der Kirche geflohenen herzoglichen Vogt bis zum Pfarrhaus und nahmen ihn dort gefangen. Der nicht enden wollene Konflikt hatte auch die Pastoren getroffen.
Am 31. März 1693 wurde das Patronat in Damshagen auf Antrag des Gutsbesitzers und Königlich Dänischen Geheimrates Christian Siegfried von Plessen auf Rolofshagen durch Herzog Friedrich Wilhelm I. von Mecklenburg an ihn übertragen. Er selbst saß jedoch auf dem kirchenlosen Gut Parin, mit dem das Damshagener Patronat verbunden wurde. Das war familienpolitisch gut gemeint, hatte aber zur Folge, dass 1708 mit dem Verkauf seiner zahlreichen Güter, darunter auch Rolofshagen, das Damshagener Patronat den Plessen für immer verloren ging.
Der Oberstallmeister Hartwig von Bülow wurde 1712 neuer Kirchenpatron in Damshagen. Von diesem ging es nach seinem Tod 1729 über seine Tochter, die Hans Caspar Gottfried Baron von Bothmer geheiratet hatte, auf den Familienfideikommiss der von Bothmers über, die damit anstelle der Plessen und Bülow zur dominierenden Adelsfamilie des Klützer Winkels aufstiegen.

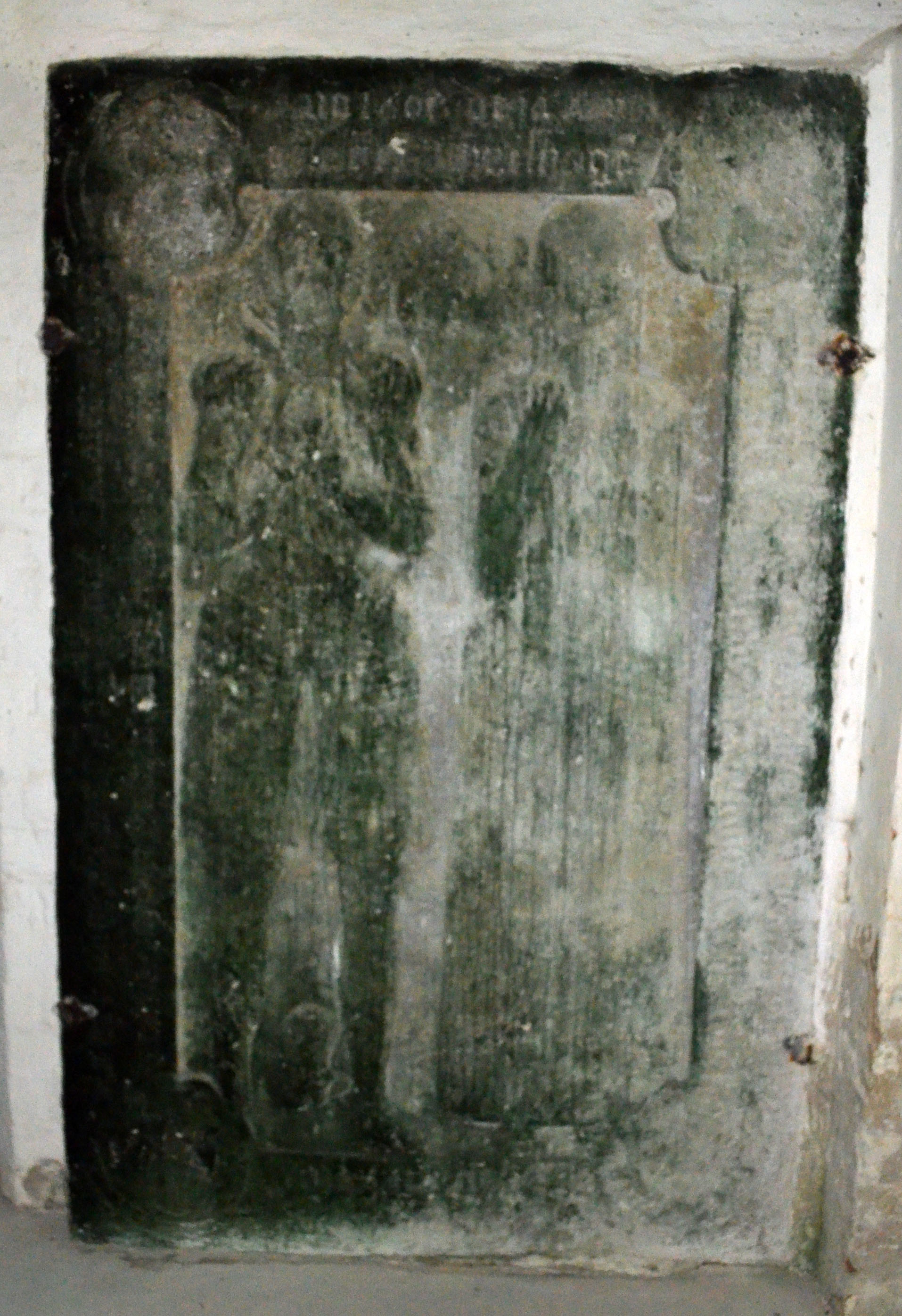
Grabstein von 1601 für Cort von Plessen (Kord von Plessen) und seine Ehefrau Cattrine Molke (Katharina von Moltke)
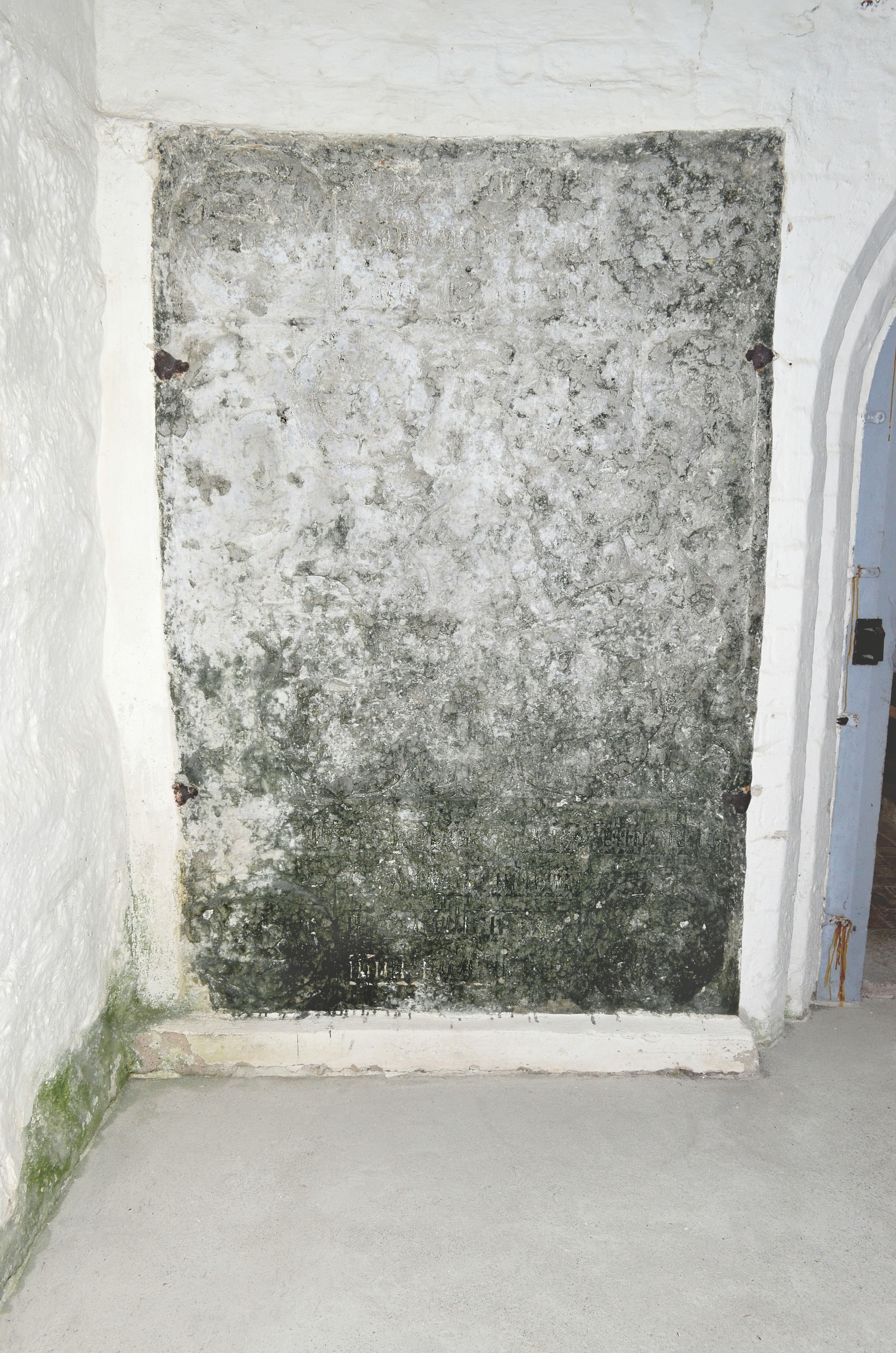
Grabstein aus dem Jahr 1555, wahrscheinlich für Bernt von Pless (Berend von Plessen)
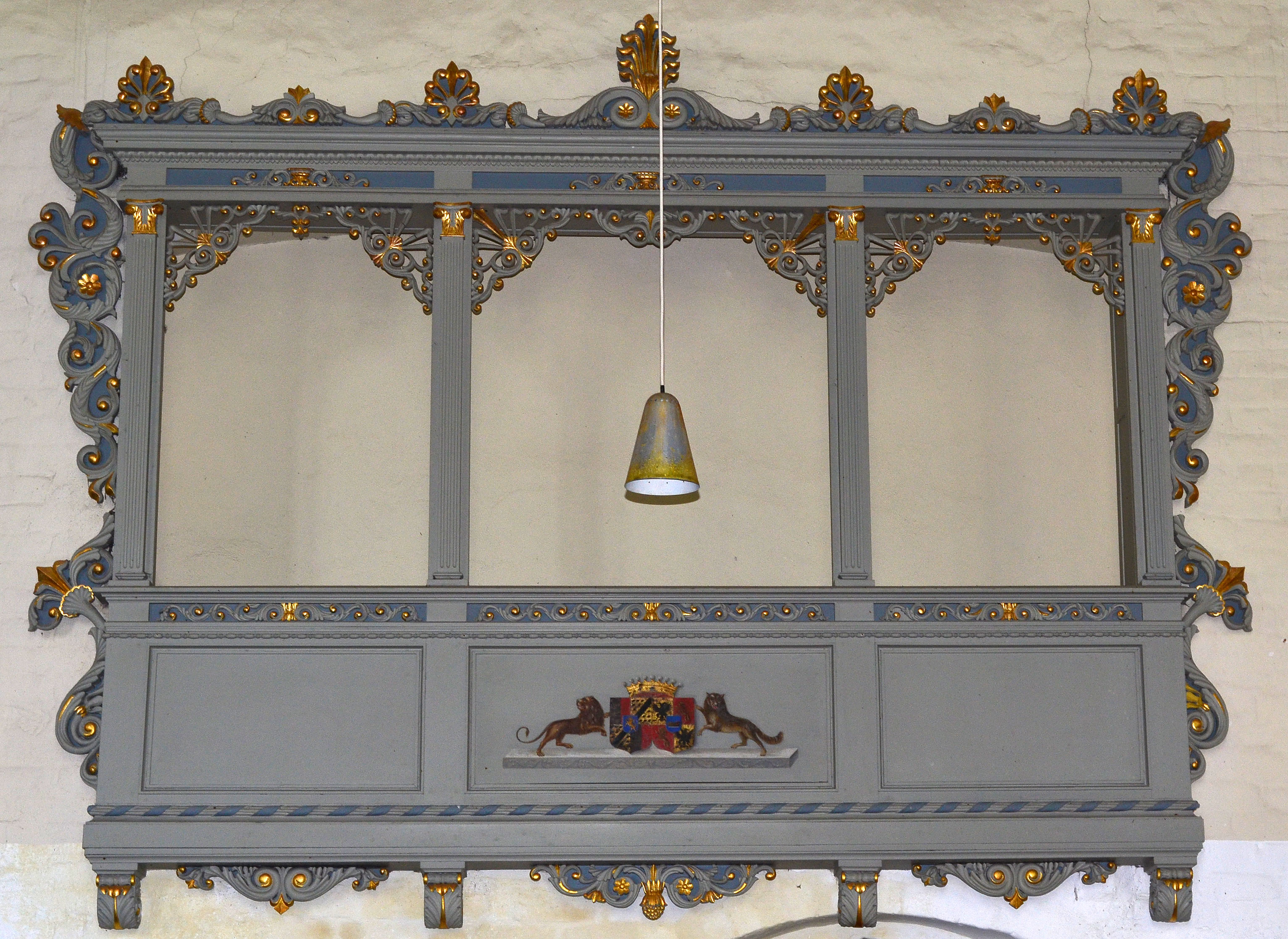
Patronatsloge mit Allianzwappen von  Kuno zu Rantzau-Breitenburg und seiner Frau, der Erbjungfer Amalasuntha Bothmer (1810–1856)
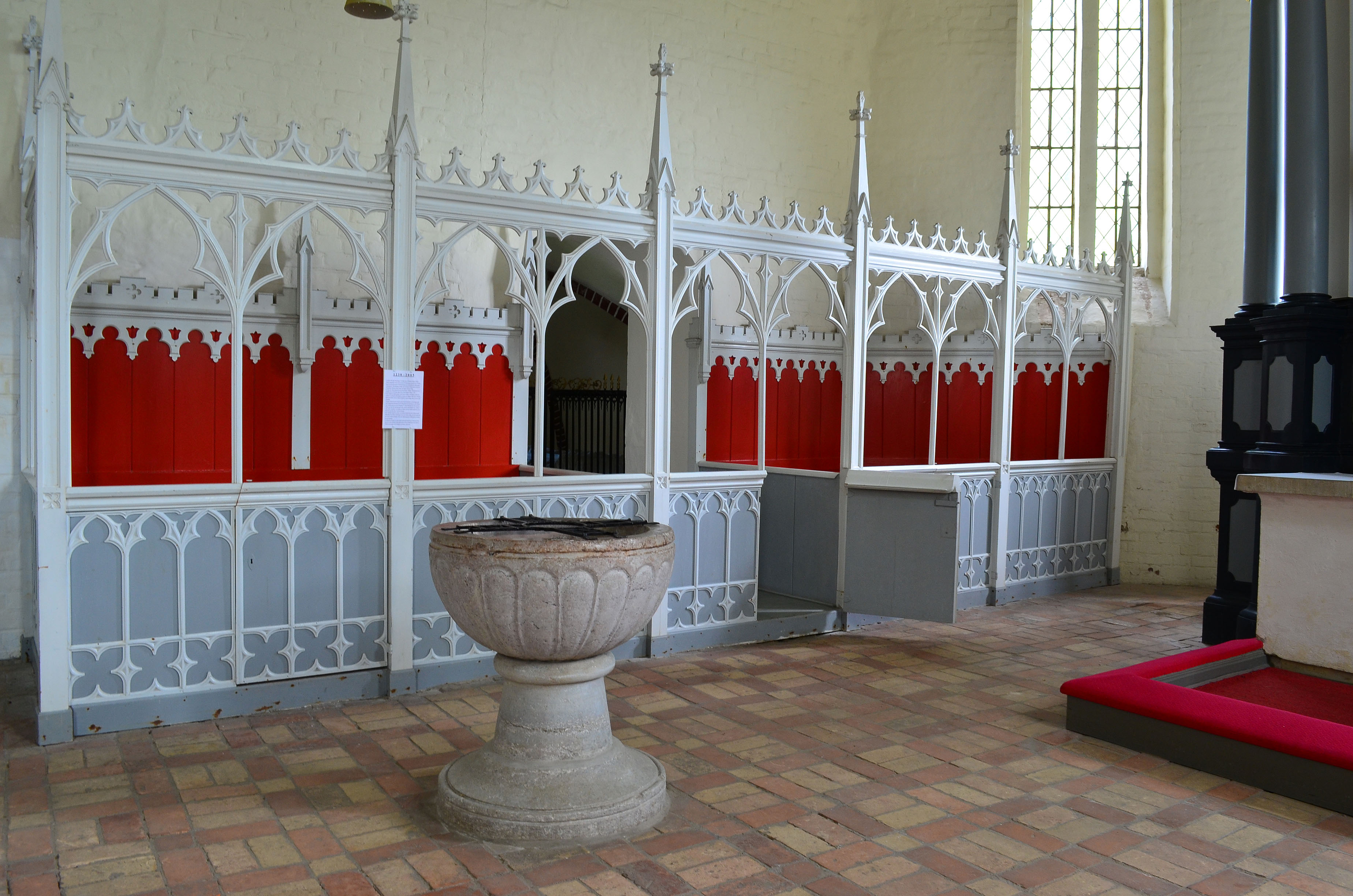
Chorgestühl

## Pastoren
Namen und Jahreszahlen bezeichnen die nachweisbare Erwähnung als Pastor.
- 1237 0000 Pleban Gottfried, als Godefridus de Thomshagen Zeuge auf der Stiftungsurkunde des Klosters Rehna.[24]
- 1329–1334 Bleban Bertram Cremon, war 1334 Domherr zu Eutin, 1335 Rektor der Pfarrkirche Boizenburg[25] und ab 1350 Bischof zu Lübeck.
- 1349 0000 Bleban Reymer war Vicrektor.
- 1371–1377 Matthias von Blücher, war 1366 Rektor der Parochialkirche zu Schönberg
- 1428–0000 Berthold Reschinkel, siegelte 1428 als Zeuge bei Cords von Plesse zu Damshagen.
- 1445–0000 Jakob Kersebom.
- 1520–1528 Nikolas Lutkens war der letzte katholische Priester in Damshagen.
- 1528–0000 Thomas Aderpul aus Gressow wurde durch Berend von Plessen mit Verstoß gegen das Patronatsrecht des Bischofs zu Ratzeburg eingesetzt.[26]
- 0000–1534 Joachim Konecke war erster evangelischer Prediger.
- 1534–1542 Caspar (von der) Brügge, ist ein gelehrter frommer Kirchherr.
- 1542–1545 Assuverus Becker aus Dänemark.[27]
- 1551–1553 Lorenz Wüshoff, danach Kirchdorf auf Poel.
- 0000 0000 Martin Schmidt aus Grevesmühlen.
- 0000 0000 Matthias Döve aus Pritzwalk.
- 1565–1568 Nikolaus Lüders, in der großen Pest gestorben.
- 1568–1572 Georg Auriga, danach Kapellean in Schönberg.
- 1572–1574 Berward Flore, vorher Feldprediger in Schwedischen und Dänischen Kriegen.
- 1574–1577 Samuel Bardt aus Lübeck.[28]
- 1577–1580 Jakob Riese wurde auf fürstlichen Befehl seines Amtes enthoben.[29]
- 1582–1588 Hektor Siegfried aus Kassel, danach in Hornstorf., war ein unruhiger Kopf in dauerndem Kriegszustand mit der Gutsherrenschaft …
- 1585–1588 Mauritius Wake (Wacenius) aus Wismar.[30]
- 1590–1611 Thomas Löwe, wurde im Haupte verwirrt und legte schließlich in unglückseligem Mißmut Hand an sich selber …
- 1612–1639 Johann Gade aus Grabow, flüchtete wegen Kriegsunruhen nach Rostock und starb dort im Exil.[31]
- 1639–1647 Johannes Lademann, hatte die Witwe des Vorgängers geheiratet, gewöhnte sich an ein unordentliches Leben an und musste die Pfarre räumen …
- 1648–1673 Erasmus Hagelschacht aus Ribnitz.[32] führte sehr sorgfältig das Kirchenbuch, seine Witwe wohnte im Backhaus, bis es abbrannte …
- 1674–1702 Joachim Heinrich Taumann aus Bruel, war Schullehrer in Schwerin.[33]
- 1703–1715 Heinrich Schaube aus Lübeck, war vorher in Italien, Frankreich, England und Holland.
- 1717–1724 Bernhard Raupach aus Hamburg, er war schriftstellerisch tätig und begründete die Schule in Weltzin.
- 1726–1728 Christian Albrecht Ideler, kam auf Veranlassung des Patrons in Zeiten der Streitigkeiten mit Herzog Carl Leopold …, ging nach Lauenburg.[34]
- 1731–1753 Andreas Gottfried Schmidt[35],
- 1754–1808 Johann Daniel Lorenz Jörges, Sohn des Stadthauptmanns zu Bützow.
- 1808–1847 Friedrich Emil Groth, Sohn eines Kammerdieners und Gemäldegalerieaufsehers aus Schwerin.
- 1848–1864 Heinrich Friedrich Mehlhardt, 1889 in Schwerin zum Kirchenrat ernannt.
- 1864–1871 Friedrich Heinrich Hermann Ost, war Rektor in Dargun.
- 1871–1913 Hermann Gustav Adolf Peek, sammelte und veröffentlichte Material über Damshagen und Umgebung …[36]
- 1913–1914 Interims Behm aus Klüz.
- 1914–1934 Thomas Heinrich August Hildebrandt, war Pastor in Böhmen und  ab 1914 Feldlazarettinspekteur.
- 1934 0000 Wilhelm Jetter aus Hamburg, machte sich als Homöopath einen Namen.
- 1958–1995 Helmuth Spieß, kam 1944 aus Suwalki in Polen, während seiner Amtszeit wurde im Jahr 1964 die Kirche restauriert und 1974 die Orgel gründlich überholt.
- 1996 erwähnt Christa Drephal, Pastorin im Ruhestand.
- 2016–2020 Claudia Steinbrück aus Kalkhorst.
- seit 2020 Dirk Greverus aus Roggenstorf.

## Heutige Kirchengemeinde
Die St.-Thomas-Kirche ist die Kirche der Evangelisch-Lutherischen Kirchengemeinde Damshagen mit den Orten Damshagen, Dorf Gutow, Dorf Reppenhagen, Hof Gutow, Hof Reppenhagen, Kühlenstein, Kussow, Parin, Rolofshagen, Stellshagen und Welzin. Die Kirchengemeinden Damshagen, Kalkhorst und Roggenstorf schlossen sich 2022 zusammen zur „Evangelisch ‐ Lutherischen Jakobus Kirchengemeinde Roggenstorf“ und diese gehört zum Kirchenkreis Mecklenburg der Nordkirche. Der Sitz der Kirchengemeinde ist Roggenstorf.

### Gedruckte Quellen
- Mecklenburgisches Urkundenbuch (MUB)
- Mecklenburgische Jahrbücher (MJB)

### Ungedruckte Quellen
Landeshauptarchiv Schwerin (LHAS)
- LHAS 2.12-3/4 Kirchen und Schulen. Nr. 1834, 1837.
- LHAS 5.12-7/1 Mecklenburg-Schwerinsches Ministerium für Unterricht, Kunst, geistliche und Medizinalangelegenheiten. Nr. 8470 Damshagen, Bauten und Reparaturen an den Kirchen-, Pfarr- und Küstergebäuden. 1851–1921.

Landeskirchliches Archiv Schwerin (LKAS)
- LKAS, OKR Schwerin, Specialia, Abt. 1. Nr. 132 Damshagen.
- LKAS, Landessuperintendentur Schwerin,
- LKAS, OKR Schwerin, Generalia, Nr. 024a Kirche Damshagen, Einweihung durch den Superintendenten 1856.
- LKAS, OKR Schwerin, Specialia, Nr. 125–130 Kirchenbücher, Steuern, Rechnungen 1934–1960.
- LKAS, Landessuperintendentur Wismar, Nr. 15 Damshagen 1914–1991.
- LKAS, Pfarrarchiv Damshagen, 12.–20. Jh., Nr. 035 Akten über die Familie von Plessen (Gutsbesitzer und zeitweise Patron der Kirche Damshagen), Stammbäume, Besitzungen, Lagepläne, Streitigkeiten zwischen Pastor und Major von Plessen.